# Čeoče
Čeoče (cyr. Чеоче) – wieś w Czarnogórze, w gminie Bijelo Polje. W 2011 roku liczyła 65 mieszkańców.